# Dimana Georgieva
Dimana Makarieva Georgieva (in bulgaro Димана Макарева Георгиева?; Montana, 4 aprile 1988) è una cestista bulgara.
Centro di 190 cm, ha giocato nella Bulgaria e in Serie A1 con Priolo.

## Carriera

### Nei club
Nel secondo anno a Pomezia è stata tra i migliori pivot della categoria e ciò ha convinto Ragusa a tesserarla. In Sicilia ha ricoperto il ruolo di ala grande, al contrario delle due precedenti stagioni.
Nel 2011-12 è stata vicina a firmare per Collegno, ma ha finito per giocare in patria con il Montana 2003. Nell'estate 2012 è passata alla Trogylos Priolo. Non ha però complessivamente convinto la formazione siciliana ed è stata quindi rimpiazzata da Hajdana Radunović; si è allenata da gennaio 2013 con la Delser Udine ma la società friulana non ha potuto tesserarla per problemi legati al regolamento, a causa del rifiuto di alcune società di avallare l'operazione.

## Statistiche

### Presenze e punti nei club
Dati aggiornati al 31 dicembre 2012
| Stagione        | Squadra                         | Competizione | Partite | Partite | Partite | Statistiche tiro | Statistiche tiro | Statistiche tiro | Altre statistiche | Altre statistiche | Altre statistiche | Altre statistiche | Altre statistiche |
| Stagione        | Squadra                         | Competizione | Pres.   | Titol.  | Minuti  | Tiri da 2        | Tiri da 3        | Liberi           | Rimb.             | Assist            | Rubate            | Stopp.            | Punti             |
| --------------- | ------------------------------- | ------------ | ------- | ------- | ------- | ---------------- | ---------------- | ---------------- | ----------------- | ----------------- | ----------------- | ----------------- | ----------------- |
| 2008-2009       | RomaSistemi So.Se.Pharm Pomezia | Serie A2     | 29      | 28      | 847     | 79/167           | 2/8              | 65/92            | 217               | 14                | 32                | 11                | 229               |
| 2009-2010       | RomaSistemi So.Se.Pharm Pomezia | Serie A2     | 28      | 28      | 940     | 110/223          | 4/17             | 71/91            | 258               | 1                 | 50                | 12                | 303               |
| 2010-2011       | Passalacqua Spedizioni Ragusa   | Serie A2     | 32      | 31      | 1.051   | 133/233          | 4/16             | 61/76            | 282               | 9                 | 35                | 24                | 339               |
| 2011-2012       | Montana 2003                    | WNBL         | 23      |         | 697     | 146/312          | 8/22             | 46/56            | 191               | 35                |                   |                   | 345               |
| '12-gen. '13    | Erg Priolo                      | Serie A1     | 9       | 1       | 117     | 9/22             | 0/2              | 9/10             | 23                | 1                 | 2                 | 2                 | 27                |
| Totale carriera |                                 |              |         |         |         |                  |                  |                  |                   |                   |                   |                   |                   |